# Surrogates
Surrogates is een Amerikaanse sciencefictionfilm uit 2009, geregisseerd door Jonathan Mostow. De film is gebaseerd op de stripserie The Surrogates. Hoofdrollen worden vertolkt door Bruce Willis, Radha Mitchell en Rosamund Pike.

## Verhaal
In het jaar 2017 wonen mensen vrijwel geheel geïsoleerd van de buitenwereld in hun huizen. Hun plaatsen in de maatschappij worden ingenomen door robotische dubbelgangers genaamd surrogaten, die door mensen worden bestuurd vanuit hun huis. Doordat mensen elkaar niet meer in het echt ontmoeten en de schade toegebracht aan een surrogaat niet van invloed is op de persoon die hem bestuurt, zijn zaken als oorlog en misdaad allang verleden tijd.
Centraal in de film staat Agent Tom Greer, een FBI-agent. Wanneer voor het eerst in jaren weer een moord plaatsvindt, wordt hij op de zaak gezet. Het slachtoffer is Jarod Canter, de zoon van de uitvinder van de surrogaten, Dr. Lionel Canter. De zaak wordt complexer wanneer blijkt dat meer mensen zijn overleden nadat hun surrogaat wordt vernietigd, iets dat normaal niet mogelijk hoort te zijn.
Greers onderzoek leidt hem naar de Dreads, een groep mensen geleid door een mysterieuze man die zij enkel kennen als de Profeet. Zij zijn tegen het gebruik van surrogaten. Greer en zijn partner Peters ontdekken dat de moordenaar een Dread is met de naam Miles Strickman. Hij gebruikt een uniek wapen, een Overload Device, om zowel een surrogaat als de persoon die deze surrogaat bestuurt te kunnen doden.
Miles wordt gedood door de Profeet, die het wapen van hem overneemt. Greer bezoekt Dr. Canter, die hem vertelt dat het Overload Device mogelijk gemaakt is door het leger. Intussen wordt Peters gedood door een mysterieuze surrogaat, die vervolgens haar surrogaat overneemt. Peters surrogaat wordt gebruikt om belangrijke informatie van de FBI te doorzoeken. Ze ontdekt dat Stone, de baas van Peters en Greer, mogelijk de opdrachtgever van de moord op Jarod is. Ook blijkt dat de Profeet een surrogaat is van Dr. Canter.
Greer ontdekt dat de Peters' surrogaat nu onder controle staat van Dr. Canter en dat hij haar wil gebruiken om alle surrogaten te vernietigen zodat mensen weer hun normale leven gaan leiden. Eerst doodt hij Stone uit wraak voor de moord op zijn zoon. Greer past het systeem van Dr. Canter aan zodat de mensen die aan de surrogaten zijn verbonden de vernietiging zullen overleven. Hij besluit echter om het plan van Canter niet te stoppen en staat toe dat de surrogaten worden vernietigd.

## Rolverdeling
| Acteur              | Personage                             |
| ------------------- | ------------------------------------- |
| Bruce Willis        | Tom Greer                             |
| Radha Mitchell      | Jennifer Peters                       |
| Rosamund Pike       | Maggie Greer                          |
| Ving Rhames         | de Profeet                            |
| Boris Kodjoe        | Andrew Stone                          |
| Jack Noseworthy     | Miles Strickland                      |
| James Cromwell      | Dr. Lionel Canter                     |
| Michael Cudlitz     | kolonel Brendan                       |
| James Francis Ginty | Dr. Lionel Canter's jongere surrogaat |
| Helena Mattsson     | JJ the Blonde                         |

## Achtergrond
In maart 2007 verkreeg Disney de filmrechten op de stripserie The Surrogates, met het plan om de film te laten uitbrengen door Touchstone Pictures. Het project werd opgezet door Max Handelman en Elizabeth Banks, met behulp van producer Todd Lieberman. Jonathan Mostow werd aangewezen als regisseur. Het scenario werd geschreven door Michael Ferris en John Brancato.
In November 2007 werd Bruce Willis geselecteerd in de hoofdrol. De opnames zouden in februari 2008 van start gaan in Lynn in Massachusetts. Dit liep echter vertraging op, waardoor de opnames pas op 29 april 2008 konden beginnen. Er werd onder andere opgenomen op locaties in Massachusetts in Worcester, Milford, Hopedale, Taunton, Lawrence, en Wayland. De special effects werden verzorgd door Sandbox FX, Brickyard VFX, Industrial Light and Magic en Moving Picture Company.
De film werd na uitkomst met gemengde reacties ontvangen.